# 탈포드주의
탈포드주의란 ‘포드주의를 반대한다’라는 의미이다. 1960년대 후반에 포드주의의 대량생산체제의 둔화된 모습이 나타나고 단순반복적 작업에 대한 노동자들의 불만을 직면하여 위기를 맞게 된다. 그래서 1970년대에 나타난 다품종 소량생산을 지향하는 경향을 '탈포드주의'라고한다. 탈포드주의는 포드주의적 단순반복작업에서 벗어나 업무의 결합으로 분업의 최소화와 폭넓은 자율성과 다숙련화, 그룹 혹은 팀작업, 노동자의 경영참여를 통한 의사결정의 분산화, 공공감독, 규모의 경제에서 벗어난 범위의 경제, 작업만족도를 극대화할 수 있는 작업설계 등을 통해 유연성을 극대화할 수 있도록 하고 있다. 그래서 현재 탈포드주의는 기술과 작업조직에 있어서 기존의 포드주의를 대체해가고 있다.

## 같이 보기
- 시민 사회
- 사회 혁신
- 전사적 품질 경영